# András Schäfer
András Schäfer (geboren am 13. April 1999 in Szombathely) ist ein ungarischer Fußballspieler. Der Mittelfeldspieler steht seit Januar 2022 beim 1. FC Union Berlin unter Vertrag und ist ungarischer Nationalspieler.

## Karriere

### Verein
Schäfer spielte in seiner Jugend für Grundball PFC und Haladás Szombathely in seiner Heimatstadt, bis 2014 Scouts der Sándor Károly Football Academy des MTK Budapest FC auf ihn aufmerksam wurden. Ab dem Alter von 17 Jahren trainierte Schäfer regelmäßig mit der ersten Mannschaft des MTK Budapest FC und kam in der Saison 2016/17 zu zwei Einsätzen als Einwechselspieler in der Nemzeti Bajnokság, der höchsten ungarischen Spielklasse. Allerdings stieg sein Verein als Tabellenvorletzter in die Zweitklassigkeit ab. Daraufhin konnte Schäfer sich in der zweiten Liga als Stammspieler etablieren und schaffte mit seinem Club den direkten Wiederaufstieg. Eine Transferanfrage von Ferencváros Budapest im Sommer 2018 für Schäfer scheiterte an einer zu hohen Ablöseforderung des MTK Budapest FC.
In der Winterpause 2018/19 gab Budapest ihn schließlich für eine Ablösesumme von einer Million Euro an den italienischen Erstligisten CFC Genua ab. Dort kam er allerdings zu keinem Einsatz für die erste Mannschaft und wurde daher im Sommer 2019 an Chievo Verona verliehen. Auch dort bestritt er kein Spiel. Im Januar 2020 verlieh Genua ihn erneut, dieses Mal an DAC Dunajská Streda in die erste slowakische Liga. Dort konnte er, insbesondere durch seine positionelle Vielseitigkeit, überzeugen, sodass die Slowaken im Sommer 2020 eine Kaufoption für Schäfer wahrnahmen und ihn fest verpflichteten. Im Januar 2022 wechselte Schäfer in die Bundesliga zum 1. FC Union Berlin.
Im November 2022 musste sich Schäfer aufgrund eines Mittelfußbruches einer Operation unterziehen und hatte in der Folge immer wieder mit Rückschlägen zu kämpfen. Aufgrund dessen musste er im Juni 2023 erneut operiert werden.

### Nationalmannschaft
Schäfer lief 2016 erstmals in der U18-Nationalmannschaft für Ungarn auf. Zu seinem Länderspieldebüt für die A-Nationalmannschaft kam er am 3. September 2020 im Rahmen einer Partie der UEFA Nations League 2020/21 gegen die Türkei, als er in der 60. Minute für Dávid Sigér eingewechselt wurde. Im Juni 2021 nominierte Ungarns Nationaltrainer Marco Rossi Schäfer für den 26-Mann-Kader der Magyaren bei der Fußball-Europameisterschaft 2021. Begünstigt durch die Ausfälle von Dominik Szoboszlai und Zsolt Kalmár konnte er sich für eine Position als Stammspieler empfehlen. Bei einem Freundschaftsspiel gegen Zypern am 4. Juni stand er zum ersten Mal in der Startelf der Ungarn. Dabei gelang ihm sein erstes Tor im ungarischen Nationaltrikot, das gleichzeitig der Siegtreffer zum 1:0 war. Bei der Europameisterschaft kam Schäfer in allen drei Gruppenspielen von Beginn an zum Einsatz und erzielte beim 2:2-Unentschieden gegen die deutsche Mannschaft in der 68. Minute den Treffer zur zwischenzeitlichen 2:1-Führung der Ungarn. Nach dem späten deutschen Ausgleich schied die ungarische Nationalmannschaft dennoch als Gruppenletzter aus.
Im Mai 2024 wurde er von Marco Rossi in den Ungarischen Kader für die Fußball-Europameisterschaft 2024 berufen.

### Auszeichnungen
In der Saison 2021 wurde Schäfer vom ungarischen Fußballverband als Fußballer des Jahres ausgezeichnet, zudem gewann er den Goldenen Ball.

## Erfolge
- MTK Budapest FC
  - Ungarische Zweitligameisterschaft (Nemzeti Bajnokság II): Meister 2017/18

- DAC Dunajská Streda
  - Slowakische Erstligameisterschaft (Fortuna liga): Vizemeister 2020/21

- Ungarische A-Nationalmannschaft
  - Aufstieg in die Liga A der UEFA Nations League: 2020/21